# Modulation (musik)
För annan betydelse, se modulation (olika betydelser).
Som musikalisk term betyder modulation vanligen en smidig övergång mellan två tonarter. Sådan modulation kan förekomma inom ett och samma musikstycke. Modulation kan också utföras som en kortare överledning mellan två olika stycken som följer efter varandra. Med syfte på musik är begreppet modulation alltid eller nästan alltid knutet till kompositionsprinciperna för tonal musik, det vill säga musik som följer dur- och mollsystemets harmonilära. Ingenting principiellt hindrar dock att termen skulle kunna användas för vilka smidiga övergångar som helst, beroende på vilka principer som ligger till grund för kompositionen.
Tonartshöjning är, företrädesvis inom populärmusik, ett byte till en tonarten som ligger en halv ton högre, en vanlig schablon. Den vanligaste metoden är att genom en enkel modulation omtolka grundtonen i den första tonarten till ters i den nya tonartens dominantackord. I C-dur blir ackordföljden då C - A♭(7) - D♭. Ibland sker också tonartshöjningar ett helt steg upp varvid oftast modulationen utesluts och man går direkt från (i C-dur) från C till A(7) till D.